# Idiops pulloides
Idiops pulloides är en spindelart som beskrevs av Hewitt 1919. Idiops pulloides ingår i släktet Idiops och familjen Idiopidae. Inga underarter finns listade i Catalogue of Life.